# クレイ郡 (アイオワ州)
座標: 北緯43度04分 西経95度08分 / 北緯43.067度 西経95.133度
クレイ郡（英: Clay County）は、アメリカ合衆国アイオワ州にある郡。2005年の推定人口は16,897人で、郡庁所在地はスペンサー（Spencer）である。郡名は、著名なアメリカの政治家のヘンリー・クレイの息子で、米墨戦争の戦闘中に亡くなったヘンリー・クレイ・ジュニア大佐にちなんで名づけられた。
クレイ郡では年に一度クレイ郡フェアが開催される。また、郡で最初の新聞は1880年に発行を始めた『ピーターソン・パトリアット』紙だった。

## 地理
アメリカ合衆国国勢調査局によると、この郡は総面積1,483km2（573mi2）である。このうち1,473km2（569mi2）が陸地で、10km2（4mi2）が水域であり、総面積の0.63%が水域となっている。

### 主な幹線道路
- 国道18号線
- 国道71号線
- 州道10号線

### 隣接する郡
- ディキンソン郡（北）
- エメット郡（北東）
- パロアルト郡（東）
- ポカホンタス郡（南東）
- ブエナビスタ郡（南）
- チェロキー郡（南西）
- オブライエン郡（西）
- オセオラ郡（北西）

## 人口動静

2000年国勢調査時のクレイ郡の人口ピラミッド

2000年国勢調査で、この郡は17,372人、7,259世帯、及び4,776家族が暮らしている。人口密度は12/km2 （30/mi2）で、5/km2 （14/mi2）の平均的な密度に7,828軒の住居が建っている。この郡の人種的構成は白人98.08%、アフリカン・アメリカン0.17%、先住民0.10%、アジア系0.82%、太平洋諸島系0.03%、その他の人種0.25%、及び混血0.55%で、人口の1.13%がヒスパニックまたはラテン系である。
7,259世帯のうち、30.70%は18歳未満の子供と暮らしており、55.60%は夫婦で生活している。6.80%は未婚の女性が世帯主であり、34.20%は家族以外の住人と同居している。29.80%は独身の居住者が住んでおり、13.70%は65歳以上で独居である。1世帯あたりの平均人数は2.35人であり、家庭の場合は2.92人である。
郡内の住民は24.70%が18歳未満の未成年、18歳以上24歳以下が8.00%、25歳以上44歳以下が26.90%、45歳以上64歳以下が22.50%、及び65歳以上が18.00%にわたっている。中央値年齢は39歳である。女性100人ごとに対して男性は93.30人いて、18歳以上の女性100人ごとに対して男性は90.90人いる。
この郡の世帯ごとの平均的な収入は35,799米ドルであり、家族ごとでは42,769米ドルである。男性の30,163米ドルに対して女性は21,068米ドルの平均的な収入がある。この郡の一人当たりの収入（per capita income）は19,451米ドルである。人口の8.20%及び家族の6.30%は貧困線以下である。18歳未満の11.10%及び65歳以上の8.10%は貧困線以下の生活を送っている。

## コミュニティー
都市
（括弧内の数字は2000年の人口）
- スペンサー（郡庁所在地）
- ディケンズ（en:Dickens, Iowa 202）
- エヴァリー（en:Everly, Iowa 647）
- フォストリア（en:Fostoria, Iowa 230）
- ギレット・グローヴ（en:Gillett Grove, Iowa 55）
- グリーンヴィル（en:Greenville, Iowa 93）
- ピーターソン（en:Peterson, Iowa 372）
- ロッシー（en:Rossie, Iowa 58）
- ロイヤル（en:Royal, Iowa 479）
- ウェブ（en:Webb, Iowa 165）

郡区
クレイ郡は以下の郡区に分けられている。
- クレイ郡区
- ダグラス郡区
- フリーマン郡区
- ガーフィールド郡区
- ギレット・グローヴ郡区
- ハードランド郡区
- レイク郡区
- リンカーン郡区
- ローガン郡区
- ローン・ツリー郡区
- メドウ郡区
- ピーターソン郡区
- リバートン郡区
- スー郡区
- サミット郡区
- ウォーターフォード郡区